# Bazaltgyapot

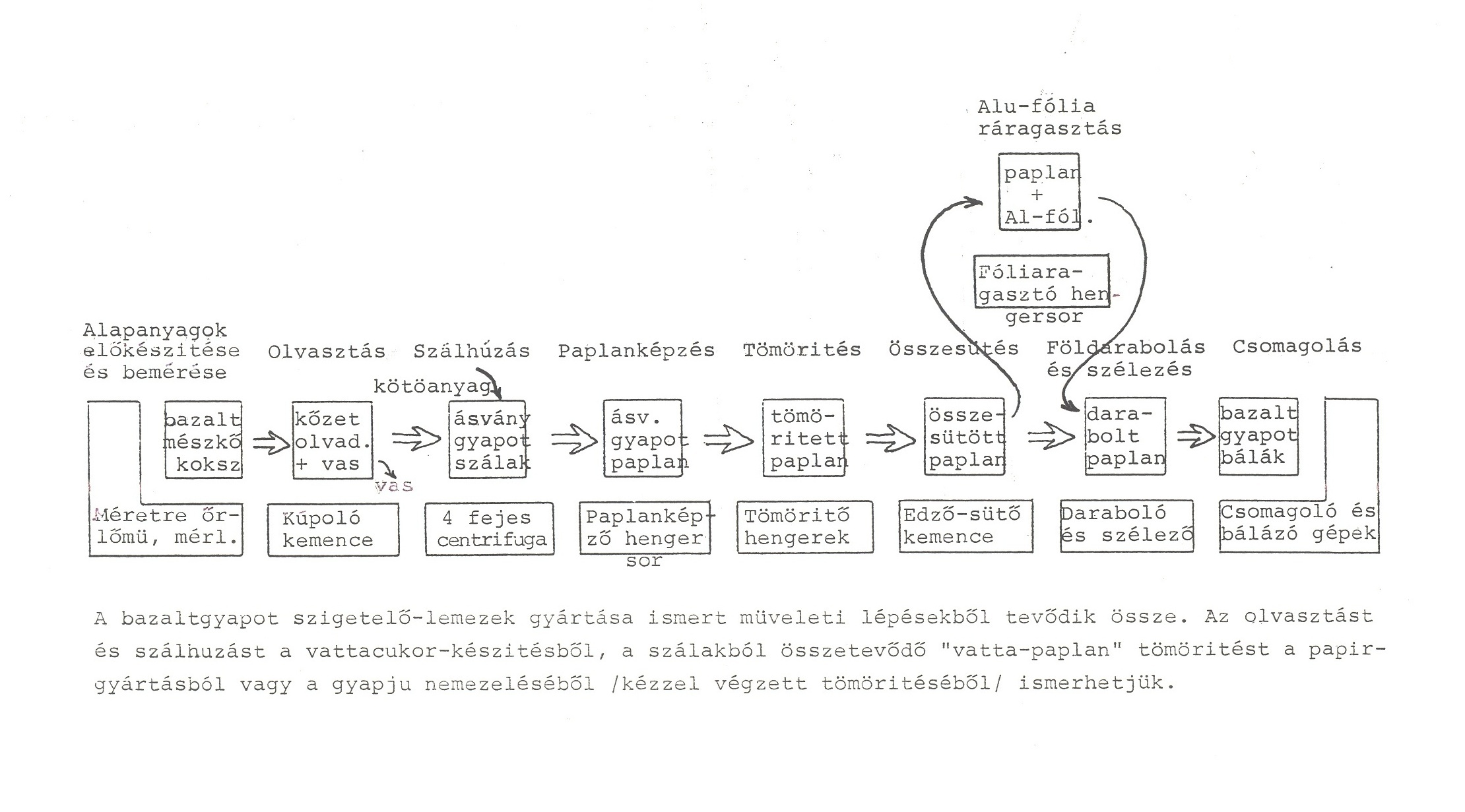
A bazaltgyapot-gyártás műveletsora a Tapolcai Ásványgyapotgyárban

A bazaltgyapot építőipari szigetelőanyag. Lazán összetapadó ásványi szálacskákból áll. Ásványgyapotnak is nevezik. Hazánkban hosszabb ideje működik a Tapolcai Bazaltgyapotgyár.

## Az ásványgyapotról általában
A lazán összetapadó ásványi szálak között elhelyezkedő levegő adja a bazaltgyapot hőszigetelő képességét. A bazaltgyapot szerkezete tehát olyan, mint a ruházatunk anyagáé, mert abban is a szálak között lévő levegő a fő hőszigetelő. De a testhez simuló, vagy csak a test közelében lévő szálak szénláncú anyagokból állnak. Ilyenek a növényi vagy állati eredetű rostokból illetve a műanyagokból készült szövetek is. A lakóházaknál és általában az építőiparban is nagy mennyiségű szigetelő anyagra van szükség, de ott már nem kell az emberi testhez illeszteni az anyagot, mint a ruházatnál, ezért bármilyen ásványi eredetű szálakból összeállított anyagréteg jól szolgál ebben a szerepkörben.

## Ásványgyapot a természetben
Ásványi eredetű szálak képződnek a természetben is. Ezeket összefoglaló néven azbeszteknek nevezik. Az azbesztásványok azonban ma már egészségkárosító anyagoknak minősülnek és nem is fordulnak elő olyan nagy mennyiségben, hogy az ipari szükségleteket fedezni lehetne belőlük. Ezért gyártják mesterségesen az ásványi-anyag szálakat. 

## A bazaltgyapot-gyártás technológiája
A kristályos szálak képzése hétköznapi technológiából is ismert lehet. Ilyen hétköznapi technológia a vattacukor-készítés. Az olvadt cukrot forgó, tehát a levegővel érintkező hengerre fújja egy szerkezet, ahol az vékony szálakba kristályosodik. A vattacukor árus a vékony cukorszálacskákat hurkapálcikára tekeri és nagy méretű, de laza gombolyagot formál belőle. Ha ezt a gombolyagot laposra nyomkodnánk, akkor laza vattacukor paplan keletkezne belőle. Lényegében ez történik a bazaltgyapottal is. A tömörített és kötőanyagokkal összesütött bazaltgyapot paplant szalagra terítik és a gyártási folyamat végén méteres táblákra vágják, úgy szállítják. 

### A technológia műveleti lépései
Az első művelet az alapanyagok méretre őrlése és bemérése az olvasztáshoz. A bazaltgyapot alapanyagai: maga a bazalt, vulkáni kőzet, melyet a Tapolcai-medencét körülvevő bazalt tanúhegyekből bányásznak (Zalahaláp, Diszel). Hozzákevernek még mészkövet és dolomitot, valamint kokszot is, hogy a kohósításhoz fűtőanyag is adódjék a keverékhez.
A második művelet a kohósítás. A kohósítás a kőzetösszlet megolvasztása. Kettős falú, a falai között áramló vízzel hűtött kúpolókemencében végzik ezt a műveletet. 1300-1400°C-on olvad meg a kőzetösszlet. A kőzetösszlet vastartalma a kohó alján gyűlik össze, s onnan időnként lecsapolják.
A harmadik művelet a szálhúzás. Az olvadékot négyfejes centrifugára csorgatják. A négyfejes centrifuga négy, egymáshoz képest fokozatosan lejjebb elhelyezett forgó vashenger, mely az ábrán látható módon van elrendezve. Fölülről félkörösen fúvókák veszik körül a két felső hengert, és kötőanyagot spriccelnek a hengereken keletkező ásványi szálacskákra. Az olvadék a hengerekre érkezve hirtelen kristályosodik centiméteres méretű szálakra, amelyek kb. 10-100 mikron vastagságúak. A szálak a paplanképző szalagsorra hullanak.
A negyedik művelet a paplanképzés. Terelőfalak és a saját súlyuktól lehulló szálak hengersorra viszik a keletkező elemi szálacskákat. A hengersor tovamozdítja a ráhullott réteget, és a hengersoron elhelyezett karok rendezik, egyengetik a kialakuló bazaltgyapot-„dunnát”.
Az ötödik művelet a tömörítés. A lazán elrendezett bazaltgyapotpaplant tömörítőhengerek között vezetik át. Ez a művelet megfelel a gyapjúszálakból gyúrással összetömörített anyag szappannal végzett tömörítésének. Hatására kialakul a bazaltgyapotpaplan vastagsága.
A hatodik művelet az összesütés. A hengersor bevezeti a tömörített paplant egy fölfűtött kemencébe. Itt a hőhatás összesüti és így rögzíti a tömörített paplan vastagságát.
A hetedik művelet a kész paplan földarabolása és szélezése. A szalag szélességén végignyúló levágó kés szeleteli föl a paplant, miután a szélét is méretre vágta a szélező késsor. Némely terméknél ezt a műveletet megelőzi egy alufólia réteg fölragasztása is. Az alumínium fóliaréteg merevíti a paplant, és tükröző felülettel látja el egyik vagy mindkét oldalról. Ez növeli a végtermék szigetelőképességét.
A nyolcadik művelet a létrehozott bazaltgyapottáblák bálába csomagolása és szállításra való előkészítése. Itt kerül le a szállító hengersorról a termék, amikor is összekötözik bálákba, és targoncákkal a raktározóhelyre szállítják.